# Gare de Lotta
La gare de Lotta est une halte ferroviaire algérienne située sur le territoire de la commune de Timezrit, dans la wilaya de Béjaïa.

## Situation ferroviaire
La gare de Lotta est située dans la localité de Lotta, dans le nord-ouest de la commune de Timezrit, sur la ligne de Beni Mansour à Béjaïa, où elle est précédée de la gare de Sidi Aïch et suivie de celle de Timezrit-Ilmaten.

## Service des voyageurs

### Desserte
La gare de Sidi Aïch est desservie par les trains régionaux de la liaison Beni Mansour - Béjaïa.